# Gregor Erhart

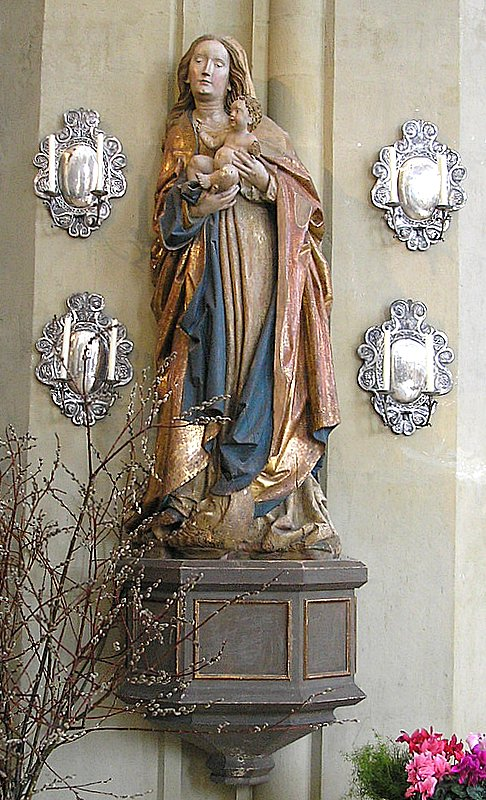
Madonna em St. Ulrich und Afra (Augsburg)

Gregor Erhart (ca. 1470 - 1540) foi um escultor alemão.

## Biografia
Gregor nasceu em Ulm (Alemanha), filho do escultor Michel Erhart.
Até 1494, trabalhou na oficina do pai, mudando-se depois para a cidade imperial livre de Augsburg, onde passou todo o resto de sua vida. 
Acredita-se que seu primeiro trabalho encomendado foi o de uma Madona, para o mosteiro da igreja de St. Moritz.
Em 1496, ele foi reconhecido como mestre (Magister ingeniosus) em sua profissão. 
Em 1531, transferiu sua oficina para o filho, Paul Erhart, vindo a falecer nove anos depois (1540), com a idade de 70 anos.
A obra de Gregor Erhart misturava traços do gótico final com fórmulas da Renascença.
Gregor passou sua carreira trabalhando em Augsburg , onde foi feito mestrado em 1496, e onde ele morreu.
Atribuições da escultura de sua oficina, misturando gótico tardio e do Renascimento, fórmulas são baseadas em um único trabalho documentado originalmente do cisterciense Kaisheim Abbey , que foi perdido na Segund

## Obras selecionadas
- Madonna em St. Ulrich e Afra, em Augsburgo
- Nossa Senhora das Mercês, para o altar-mor do mosteiro de Kaisheim, 1502-1504
- Madalena, figura (atualmente no Museu do Louvre, Paris)
- Nossa Senhora das Mercês, para a mulher de pedra, santuário na cidade de Molly (Áustria)